# ガイーヌ
『ガヤネー』（ロシア語: Гаянэ、アルメニア語: Գայանե）は、アラム・イリイチ・ハチャトゥリアン作曲による4幕のバレエ作品。日本語文献では一般に『ガイーヌ』の名で知られるため、以下は『ガイーヌ』と表記する。

## 概要
初版は1942年に、コンスタンチン・デルジャーヴィン台本、ニーナ・アレクサンドロヴナ・アニーシモヴァ振り付けで製作された。1952年にスコアが改訂され、1957年に新たな脚本で上演された。台本はナターン・アリトマン、衣装はタチヤーナ・ブルーニが担当した。
このバレエは、ヨシフ・スターリンの前で上演された際にささやかな成功を収めた。ソ連国外で上演されることは少なかった。

## 初演
初演は1942年12月9日にロシアのペルミで、キーロフ・バレエ団によって上演された。当時の主演ダンサーは以下の通りである。ナタリア・ドゥジンスカヤ（ガイーヌ）、ニコライ・ズブコフスキー（カレン）、コンスタンチン・セルゲーエフ（アルメン）、タチヤーナ・ヴェチェースロヴァ（ヌネ）、ボリス・シャヴロフ（ギコ）。

## 脚本
ハチャトゥリアンによる原典版の『ガイーヌ』は、若いアルメニア人女性の愛国心が、自らの夫が祖国を欺いていると知った時の自らの感情との葛藤を呼ぶという物語であったが、後年に脚本にいくつかの修正が加えられ、その結果、愛国的熱意を減らしてロマンスを強調する作品となった。

## あらすじ
コルホーズの会長であるオヴァネスの娘である主人公ガイーヌは、地質学的な秘密を発見しようとしてソビエト軍の領地に密かに侵入しようとする不審者を捕らえる手伝いをしている。そんな中、情愛あるガイーヌは友人である若きアルメンの手伝いにやってくる。アルメンのライバルであるギコは心ならずも敵の手伝いに人生を費やす。しかし最後にはすべてが丸く収まり、バレエのフィナーレは人々の友情と、ソビエト連邦の国々を祝福して終わる。
この物語は、ソビエト連邦の集団農場のシンプルな話であり、国家が世界大戦に関わっていた1940年代の気持ちや感情を反映している。また、スパイを捕らえることや、弱くて最初は圧力に抵抗できない人々の物語でもある。しかしもちろん、これは集団農業の人々の最終的な勝利の物語でもあり、人々は問題を克服し、立派に自分たちの共同体を作り出し、その後いつまでも幸せに暮らすのである。

### 登場人物
改訂版と原典版で異なる点についても記す。
- ガイーヌ（ガヤネー） - 主人公。改訂版においては未婚の若い女性であるが、原典では既婚者で、子供がいる。
- アルメーン - 改訂版におけるガイーヌの恋人。原典ではガイーヌの兄。
- オヴァネース - ガイーヌの父。
- カレーン - ガイーヌたちの同業者。男性。
- ヌネー - ガイーヌたちの同業者。原典版ではカレンの恋人。
- ギーコ - 改訂版ではアルメンの恋敵。原典版ではガイーヌの夫であるが、怠惰かつ粗暴な性格でガイーヌを苦しめる。不正な手段で儲けようと、密輸業者と共謀して倉庫に放火することを企む。
- アーイシャ - クルド人の娘。改訂版ではゲオルギーの、原典版ではアルメンの恋人。
- カザコーフ - ソビエト軍人。原典版では最終的にガイーヌと結ばれる。
- ゲオルギー - 改訂版に登場。アルメンの友人。

## 演奏時間
約2時間20分（全曲版）

## 主な楽曲
改訂版においては、全体で50曲もの楽曲が用いられているが、改訂時に新たに加わった曲も多い（曲名・オーケストレーション等にも一部変更が加えられている）。

### 原典版より使用されている楽曲
- 序奏　（曲の後半部分は、改訂版で書き加えられたもの）
- ガイーヌのアダージョ
- ヌネのヴァリエーション
- 子守歌
- アイシャの目覚めと踊り
- 火焔　（改訂版でのタイトルは「嵐」）
- レズギンカ
- ガイーヌとギコ
- アルメンのヴァリエーション（改訂版でのタイトルは「友情の踊り」）
- バラの娘たちの踊り
- 剣の舞

### 改訂版で追加された楽曲
- 収穫祭
- アイシャの孤独

## 組曲について
組曲は、原典版の初演後、3つに分けて編まれた。構成は以下の通りである。
第1組曲
1. 序奏（第4幕への序奏）
2. バラの娘たちの踊り
3. アイシャの目覚めと踊り
4. 山岳民族の踊り
5. 子守歌
6. ガイーヌとギコ
7. ガイーヌのアダージョ
8. レズギンカ

第2組曲
1. 歓迎の踊り
2. 抒情的なデュエット
3. ロシア人の踊り
4. ヌネのヴァリアシオン
5. 老人とじゅうたん織りの場面
6. アルメンのヴァリアシオン
7. 火災（火焔）

第3組曲
1. 綿花の採集
2. クルドの若者たちの踊り
3. 序奏と長老の踊り
4. じゅうたんの刺繍
5. 剣の舞
6. ゴパック

原典版（全曲）の演奏される順序は下記の通りである。
1. ロシア人の踊り（第2組曲）
2. クルドの若者たちの踊り（第3組曲）
3. 綿花の採集（第3組曲）
4. 山岳民族の踊り（第1組曲）
5. 歓迎の踊り（第2組曲）
6. ガイーヌのアダージョ（第1組曲）
7. ヌネのヴァリアシオン（第2組曲）
8. 老人とじゅうたん織りの場面（第2組曲）
9. 子守歌（第1組曲）
10. アイシャの目覚めと踊り（第1組曲）
11. じゅうたんの刺繍（第3組曲）
12. 火災（火焔）（第2組曲）
13. レズギンカ（第1組曲）
14. 抒情的なデュエット（第2組曲）
15. ガイーヌとギコ（第1組曲）
16. アルメンのヴァリアシオン（第2組曲）
17. 序奏（第4幕への序奏）（第1組曲）
18. バラの娘たちの踊り（第1組曲）
19. 剣の舞（第3組曲）
20. 序奏と長老の踊り（第3組曲）
21. ゴパック（第3組曲）

組曲とはいいつつ全曲を3部に再構成しただけであり、人気の高い楽曲が3つの組曲に分散して収められているため、そのままの形での演奏機会は少ない。それどころか、全く違う曲の構成で「組曲」「第1組曲」「第2組曲」などと題して出版や演奏、紹介などが行われている場合もある。以下にその事例を挙げる。
- 『最新名曲解説全集 管弦楽曲IV』（音楽之友社、1980年）におけるバレエ音楽『ガイーヌ』の項（執筆：小倉重夫、p.254）
作曲者が原典版の初演後に編んだ演奏会用組曲として、以下の3つを記している。
  - 第一組曲（剣の舞、子守唄、バラの乙女たちの踊り）
  - 第一組曲A（アイシャの目覚めと踊り、クルド族の踊り、アルメンのヴァリアシオン、クルド族の若者たちの踊り、レズギンカ）
  - 第二組曲（ロシア人の踊り、アンダンテ、ガイーヌのアダージョ、火焰）
- 日本楽譜出版社のミニスコア
「第1組曲」として「剣の舞」「子守唄」「バラの娘たちの踊り」で1冊にしている。同社が出版しているハチャトゥリアン作品のスコアは、これが唯一である。
- ブージー・アンド・ホークスのホームページの楽譜カタログ
以下の3つの組曲、および演奏時間（27分）のみ記され内容不詳の「交響組曲」（Symphonic Suite, 1961年）[2]が掲載されている。「第1組曲」は『最新名曲解説全集』に記された「第一組曲」と「第一組曲A」を合わせたものに近く、一方で 「第2組曲」と「第3組曲」はこの節の最初に記されたものと一致するため「剣の舞」や「クルドの若者たちの踊り」「アルメンのヴァリアシオン」が「第1組曲」と重複している。
  - 第1組曲（Gayaneh: Suite No.1, 1943年）[3]
1.Sabre Dance  2.Ayesha's Dance  3.Dance of the Rose-Maidens  4.The Mountaineers  5.Lullaby  6.Dance of the Young Kurds  7.Armen's variation  8.Lezhginka
  - 第2組曲（Gayaneh: Suite No.2, 1943年）[4]
1.Dance of Welcome  2.Lyrical Duet  3.Russian Dance  4.Nouné's Variation  5.Dance of the Old Man and the Carpet-Weavers  6.Armen's Variation  7.Fire
  - 第3組曲（Gayaneh: Suite No.3, 1943年）[5]
1.Gathering the Cotton 2.Dance of the Young Kurds 3.Introduction and Dance of the Elder 4.Embroidering Carpets 5.Sabre Dance 6.Gopak
- ネーメ・ヤルヴィ指揮・ロイヤル・スコティッシュ・ナショナル管弦楽団のシャンドス盤CD（1986年録音）
ピアノ協奏曲および『仮面舞踏会』組曲とカップリングの盤（1987年発売）では Gayaneh: Four movements from the Ballet と記載され、交響曲第2番とカップリングの盤（1991年発売）では Gayaneh: Four movements from the Ballet Suite No. 1 と改められている。以下の4曲が選ばれており、付されている曲番号はブージー・アンド・ホークス版の第1組曲と一致する。
Ⅰ Sabre Dance  Ⅲ Dance of the Rose Maidens  Ⅴ Lullaby  Ⅷ Lezghinka
- アンドレ・アニハーノフ指揮・サンクトペテルブルク国立交響楽団のナクソス盤CD（1993年録音、1994年発売）
第1番から第3番の3つの組曲に分けて、計17曲を収録しているが、全て「アニハーノフ編」と付記しており、組み合わせも曲名もこの節の最初に記されたものとは異同がある。
  - 組曲第1番：1.Introduction  2.Gayane and Giko  3.Armen's Solo  4. Matsak and Armen  5.Gayane's Solo
  - 組曲第2番：1.Harvest Holiday  2.Dance of the Girls  3.Dance of the Boys  4.Choosing the Bride  5.Lullaby  6.Sabre Dance
  - 組曲第3番：1.The Hunt - Andante  2.Dance of the Comrades  3.Matsak's Solo  4.Gayane's Adagio  5.Solo - Love Duet  6.Finale
- ロリス・チェクナヴォリアン指揮・アルメニア・フィルハーモニー管弦楽団のASV盤CD
このコンビによるデビュー盤（1991年録音）に『仮面舞踏会』組曲、『スパルタクス』組曲などと共に収録された『ガイーヌ』組曲は、「剣の舞」「バラの娘たちの踊り」「クルドの若者たちの踊り」「子守歌」「レズギンカ」の5曲からなる。その後に発売された別のCD（1992年録音）に『バレンシアの寡婦』組曲やチェクナヴォリアンの自作と共に収録された『ガイーヌ』第2組曲は、この節の最初に記された「第2組曲」に準拠している。

ちなみに、ハチャトゥリアン自身の指揮による抜粋がレコード録音されており、以下のように選曲されている。
- フィルハーモニア管弦楽団（1954年、EMI） - バラの娘たちの踊り、アイシャの目覚めと踊り、子守歌、ガイーヌのアダージョ、レズギンカ、抒情的なデュエット、老人の踊り、剣の舞
- ウィーン・フィルハーモニー管弦楽団（1962年、デッカ） - 剣の舞、アイシャの目覚めと踊り、レズギンカ、ガイーヌのアダージョ、ゴパック

なお、全曲録音としては、ロリス・チェクナヴォリアン指揮・ナショナル・フィルハーモニー管弦楽団によるもの（1977年、RCA）、ヤンスク・カヒッゼ指揮・モスクワ放送交響楽団によるもの（1978年、メロディア）などがある。

## その他
- スタンリー・キューブリック監督の映画『2001年宇宙の旅』では、「ディスカバリー号」の船内を描写した印象的なシーンで「ガイーヌのアダージョ」が使用された。音源はロジェストヴェンスキー指揮、レニングラード・フィルハーモニー交響楽団（ドイツ・グラモフォン）。
- ジェームズ・キャメロンの『エイリアン2』でジェームズ・ホーナーが「アダージョ」に似た曲を作曲したのは、キャメロンのキューブリックへのオマージュとも、ホーナーに与えられた作曲期間が本当に短く、既成曲をアレンジして使ったためともいわれる。ホーナーが後年担当した『今そこにある危機』でも「アダージョに似た曲」は流用されている。
- また、キューブリックが企画しスティーヴン・スピルバーグが遺志を継いで監督した『A.I.』にも、『2001年…』で使用された「アダージョ」に酷似した音楽が現れる。こちらはジョン・ウィリアムズのオリジナル・スコアである。
- 「剣の舞」や「レズギンカ」は、世界各地でCMや番組内のBGMなどのほか、（日本では主にローカル局の）ニューステーマなどに使われた。